# Bill Hunter Trophy
Die Bill Hunter Trophy wurde an den besten Scorer der Saison in der nordamerikanischen World Hockey Association verliehen. Die Trophäe ist nach Bill Hunter, dem Gründer der Edmonton Oil Kings, benannt.

## Preisträger
| Saison  | Spieler       | Team                      | Spiele | Tore | Assists | Scorerpunkte |
| ------- | ------------- | ------------------------- | ------ | ---- | ------- | ------------ |
| 1978/79 | Réal Cloutier | Nordiques de Québec       | 77     | 75   | 54      | 129          |
| 1977/78 | Marc Tardif   | Nordiques de Québec       | 78     | 65   | 89      | 154          |
| 1976/77 | Réal Cloutier | Nordiques de Québec       | 76     | 66   | 75      | 141          |
| 1975/76 | Marc Tardif   | Nordiques de Québec       | 81     | 71   | 77      | 148          |
| 1974/75 | André Lacroix | San Diego Mariners        | 78     | 41   | 106     | 147          |
| 1973/74 | Mike Walton   | Minnesota Fighting Saints | 78     | 57   | 60      | 117          |
| 1972/73 | André Lacroix | Philadelphia Blazers      | 78     | 50   | 74      | 124          |